# Torella del Sannio
Torella del Sannio là một town and commune in the tỉnh Campobasso (Molise, Ý).